# Wasat (Islam)
Wasat (arabisch وسطية, DMG wasaṭ), auch als Wasaṭīya  bezeichnet, ist ein arabischer Begriff, der die Bedeutungen Mitte, zentral, ausgewogen, gemäßigt annehmen kann. In der Sure 2 al-Baqara beginnt Vers 143 wie folgt:

„وَكَذَٰلِكَ جَعَلْنَاكُمْ أُمَّةً وَسَطًا لِتَكُونُوا شُهَدَاءَ عَلَى النَّاسِ وَيَكُونَ الرَّسُولُ عَلَيْكُمْ شَهِيدًا“

„Und so haben wir euch (Muslime) zu einer in der Mitte stehenden Gemeinschaft gemacht, damit ihr Zeugen über die (anderen) Menschen seiet und der Gesandte über euch Zeuge sei.“

Wasat, in der Bedeutung „Mitte (des Himmels)“, ist der Name des Sterns δ Geminorum im Sternbild Zwillinge.

## Moderne Verwendungen
- Die Al-Wasat-Partei im heutigen Ägypten bezeichnet sich selbst als gemäßigte Partei, zwischen den Extremen der rein islamischen Weltanschauung der Muslimbrüder und einer rein nationalistischen Weltanschauung (Watanīya).
- al-Wasat (arabisch الوسط, DMG al-Wasaṭ) ist eine arabische Tageszeitung aus Bahrain.
- In Malaysia besteht eine Nichtregierungsorganisation namens Wasatiyyah Institute Malaysia, die sich der Förderung eines gemäßigten Islams verschrieben hat.
- Als Namensbestandteil im Moskauer Wasatiyya-Zentrum.